# GMG Racing
Le GMG Racing est une écurie de sport automobile américaine fondée par le pilote automobile James Sofronas en 2001. Elle fait participer des voitures de Grand tourisme en catégorie GTD dans le championnat WeatherTech SportsCar Championship.

## Histoire
En 2020, l'écurie GMG Racing avait participé au championnat américain GT World Challenge America avec une Porsche 911 GT3 R. Cette voiture avait été confiée au pilote propriétaire de l'écurie James Sofronas (en) ainsi qu'au pilote néerlandais Jeroen Bleekemolen. A cela, l'écurie avaitparticipé au championnat GT4 America Series (en) avec jusqu'à trois voitures. La première, une Porsche Cayman GT4 Clubsport MR qui avait été confiée aux pilotes américains Jason Bell et Andrew Davis pour l'intégralité du championnat. Les deuxième et troisième voitures étant des Audi R8 LMS GT4 Evo qui avait été confiée aux pilotes américains Andy Lee, Elias Sabo, Michael McGrath etAlex Welch pour quelques manches du championnat.
En 2021, l'écurie GMG Racing avait cette année là participé à la manche se déroulant sur l'Indianapolis Motor Speedway du championnat Intercontinental GT Challenge. Pour cela, elle avait confié une Porsche 911 GT3 R pilote propriétaire de l'écurie James Sofronas (en), au pilote américain Kyle Washington ainsi qu'au pilote norvégien Dennis Olsen. A cela, l'écurie avait, comme l'année précédente participé au championnat GT4 America Series (en) avec deux voitures. La première, une Aston Martin Vantage AMR GT4 qui avait été confiée aux pilotes américains Jason Bell et Andrew Davis pour l'intégralité du championnat. La seconde, une Audi R8 LMS GT4 Evo qui avait été confiée aux pilotes américains Andy Lee et Elias Sabo pour quelques manches du championnat. Après plus de sept ans sans avoir pris part au championnat WeatherTech SportsCar Championship, le GMG Racing avait fait son retour dans ce championnat en inscrivant une Porsche 911 GT3 R, châssis acquis auprès d'une écurie asiatique avant la Pandémie de Covid-19, au Grand Prix automobile de Long Beach dans la catégorie GTD. La voiture avait été confiée au pilote propriétaire de l'écurie James Sofronas (en) ainsi qu'au pilote américain Kyle Washington.
En 2022, le GMG Racing avait fait suite à son retour dans le championnat WeatherTech SportsCar Championship et avait inscrit sa Porsche 911 GT3 R aux 24 Heures de Daytona. Celle-ci avait été confiée aux pilotes américains James Sofronas (en) et Kyle Washington ainsi qu'au pilote autrichien Klaus Bachler et au pilote néerlandais Jeroen Bleekemolen.

## Résultats en compétition automobile

### Résultats enAmerican Le Mans Series
| Année | Classe    | Voiture             | Moteir                    | 1     | 2     | 3      | 4       | 5     | 6     | 7     | 8     | 9   | 10  | Total | Pos. |
| ----- | --------- | ------------------- | ------------------------- | ----- | ----- | ------ | ------- | ----- | ----- | ----- | ----- | --- | --- | ----- | ---- |
| 2009  | Challenge | Porsche 997 GT3 Cup | Porsche 3,6 L Flat-6 Atmo | MIL   | LIM   | MDO    | ELK Np. | LGA 5 |       |       |       |     |     | 13    | 7e   |
| 2010  | GTC       | Porsche 997 GT3 Cup | Porsche 3,6 L Flat-6 Atmo | SEB 7 | LBH 2 | LGA 10 | MIL 7   | LIM 4 | MDO 2 | ELK 8 | MOS   | PET |     | 60    | 10e  |
| 2011  | GTC       | Porsche 997 GT3 Cup | Porsche 3,6 L Flat-6 Atmo | SEB 8 | LBH   | LIM 5  | MOS     | MDO   | ELK 4 | BAL   | LGA 5 | PET |     | 36    | 15e  |
| 2012  | GTC       | Porsche 997 GT3 Cup | Porsche 3,6 L Flat-6 Atmo | SEB 7 | LBH 4 | LGA 2  | LIM 3   | MOS   | MDO   | ELK 5 | BAL   | VIR | PET | 49    | 9e   |

### Résultats enWeatherTech SportsCar Championship
| Année | Classe | no | Voiture           | Pneus | 1      | 2      | 3   | 4   | 5   | 6   | 7   | 8   | 9   | 10  | 11     | 12  | 13  | Total | Pos. |
| ----- | ------ | -- | ----------------- | ----- | ------ | ------ | --- | --- | --- | --- | --- | --- | --- | --- | ------ | --- | --- | ----- | ---- |
| 2014  | GTD    | 32 | Audi R8 LMS       | M     | DAY 28 | SEB 11 | LGA | BEL | WGL | MOS | IMS | ELK | VIR | AUS | ATL    |     |     | 22    |      |
| 2021  | GTD    | 34 | Porsche 911 GT3 R | M     | DAY    | DAY    | SEB | MOH | BEL | WGL | WGL | LIM | ELK | LGA | LBH 15 | VIR | ATL | 176   | 26e  |
| 2021  | GTD    | 34 | Porsche 911 GT3 R | M     | Q      | C      | SEB | MOH | BEL | WGL | WGL | LIM | ELK | LGA | LBH 15 | VIR | ATL | 176   | 26e  |
| 2022  | GTD    | 34 | Porsche 911 GT3 R | M     | DAY    | DAY    | SEB | LBH | LGA | MOH | BEL | WGL | MOS | LIM | ELK    | VIR | ATL |       |      |
| 2022  | GTD    | 34 | Porsche 911 GT3 R | M     | Q      | C      | SEB | LBH | LGA | MOH | BEL | WGL | MOS | LIM | ELK    | VIR | ATL |       |      |

## Pilotes
- Klaus Bachler (2022)
- Marc Basseng (2014)
- Jason Bell (2018-2021)
- Jeroen Bleekemolen (2022)
- Terry Borcheller (2010)
- Colin Braun (2018)
- Bret Curtis (2009-2011)
- Andrew Davis (2019-2021)
- Brent Holden (2019)
- Mathieu Jaminet (2018)
- George Kurtz (2018)
- CJ Moses (2019)
- Andy Lee (2018, 2020-2021)
- Corey Lewis (2018)
- Michael McGrath (2020)
- Dennis Olsen (2011)
- Andy Pilgrim (2010)
- Elias Sabo (2018, 2020-2021)
- Jan Seyffarth (en) (2011)
- James Sofronas (en) (2009-2012, 2014, 2017, 2019, 2021-2022)
- Frank Stippler (2014)
- Alec Udell (en) (2017-2019)
- René Villeneuve (2012)
- Kyle Washington (2021-2022)
- Alex Welch (2011-2012, 2014, 2018, 2020)
- Dirk Werner (2019)